# Haga Östergata
Haga Östergata, är en gata i stadsdelen Haga i Göteborg. Gatan sträcker sig mellan Landsvägsgatan/Järntorget (där de möts) och Sprängkullsgatan. Den är cirka 450 meter lång och är numrerad 1-30.
Haga Östergata fick sitt nuvarande namn fastställt 1882, efter att ha hetat Östergatan från 1852. Namnet förekommer första gången i Göteborgs Adress- och Industrikalender år 1883. Troligen är namnet efter gatans läge öster om kaponjären — i dåvarande Östra Haga — som påbörjades 1689 och lades igen 1868. Den gick där Kaponjärgatan idag går. 

## Fastighetsbeteckningar och kvarter
- (1) Haga 8:3/kvarter 8 Fanjunkaren
- (2) Haga 1:1/kvarter 1 Amiralen
- (3) Haga 8:3/kvarter 8 Fanjunkaren
- (4A) Haga 2:4/kvarter 2 Generalen
- (4B) Haga 2:3/kvarter 2 Generalen
- (5A) Haga 7:1/kvarter 7 Fänriken
- (5B) Haga 7:1/kvarter 7 Fänriken
- (5C) Haga 7:1/kvarter 7 Fänriken
- (5D) Haga 7:1/kvarter 7 Fänriken
- (5E) Haga 7:1/kvarter 7 Fänriken
- (5F) Haga 7:1/kvarter 7 Fänriken
- (5G) Haga 7:1/kvarter 7 Fänriken
- (5H) Haga 7:1/kvarter 7 Fänriken
- (5J) Haga 7:1/kvarter 7 Fänriken
- (5K) Haga 7:1/kvarter 7 Fänriken
- (5L) Haga 7:1/kvarter 7 Fänriken
- (5M) Haga 7:1/kvarter 7 Fänriken
- (5N) Haga 7:1/kvarter 7 Fänriken
- (5O) Haga 7:1/kvarter 7 Fänriken
- (5P) Haga 7:1/kvarter 7 Fänriken
- (5Q) Haga 7:1/kvarter 7 Fänriken
- (6) Haga 3:1/kvarter 3 Översten
- (7) Haga 6:1/kvarter 6 Löjtnanten
- (8) Haga 4:2/kvarter 4 Majoren
- (9) Haga 5:10/kvarter 5 Kaptenen
- (10) Haga 31:5/kvarter 3 Kruthornet
- (12) Haga 31:5/kvarter 3 Kruthornet
- (13) Haga 26:9/kvarter 26 Kanonen
- (15) Haga 26:9/kvarter 26 Kanonen
- (17) Haga 27:3/kvarter 27 Geväret
- (18) Haga 30:5/kvarter 30 Laddstaken
- (19) Haga 27:3/kvarter 27 Geväret
- (20) Haga 30:5/kvarter 30 Laddstaken
- (21) Haga 27:3/kvarter 27 Geväret
- (22) Haga 30:5/kvarter 30 Laddstaken
- (25) Haga 28:8/kvarter 28 Sabeln
- (26) Haga 29:7/kvarter 29 Bajonetten
- (27) Haga 28:4/kvarter 28 Sabeln
- (29) Haga 28:4/kvarter 28 Sabeln
- (30A) Haga 29:6/kvarter 29 Bajonetten
- (30B) Haga 29:6/kvarter 29 Bajonetten
- (30C) Haga 29:6/kvarter 29 Bajonetten
- (30D) Haga 29:6/kvarter 29 Bajonetten